# Безносов, Павел Александрович
Павел Александрович Безносов (22 сентября 1922, Визинга, Автономная область Коми (Зырян) — 15 ноября 2006, Сыктывкар) — советский партийный и государственный деятель, Председатель Совета Министров Коми АССР (1963—1984).

## Биография
Родился в селе Визинга (ныне — центр Сысольского района Республики Коми).
Участник Великой Отечественной войны. В 1956 г. окончил Высшую партийную школу при ЦК КПСС
- С 1943 г. — редактор газеты «Сыктывса ударник», первый секретарь Сысольского районного комитета ВЛКСМ.
- В 1946—1948 гг. — учёба в Ленинградской Высшей партийной школе.
- В 1948—1953 гг. — первый секретарь Прилузского районного комитета КПСС.
- В 1953—1956 гг. — учёба в Высшей партийной школе при ЦК КПСС.
- В 1956—1958 гг. — первый секретарь Интинского городского комитета КПСС.
- В 1958—1962 гг. — инспектор ЦК КПСС.
- В 1962—1963 гг. — второй секретарь Коми областного комитета КПСС
- В 1963—1984 гг. — председатель Совета Министров Коми АССР.

Депутат Верховного Совета СССР 9-го созыва.
С 1984 г. на пенсии.

## Награды и звания
- Орден Ленина[1]
- Орден Октябрьской Революции[1]
- Орден Трудового Красного Знамени[1]
- Орден Отечественной Войны I-й степени[1]
- Орден «Знак Почёта»[1]
- Заслуженный работник народного хозяйства Коми АССР[1]